# Бейсуг
Бейсу́г — річка в степовій зоні Краснодарського краю, впадає в Азовське море через лимани Лебяжий (прісний) і Бейсузький (солоний).
Довжина — 243 км, площа басейну — 5190 км². Тече по Прикубанській низовині. Річище дуже заросле, на Бейсузі та його притоках влаштовані системи ставів.

## Притоки
- Бейсужек Перший
- Бейсужек Лівий
- Бейсужек Правий
- Незайманка